# Héctor Vilches
Héctor Vilches (* 14. Februar 1926; † 23. September 1998) war ein uruguayischer Fußballspieler.

## Verein
Vilches spielte mindestens im Jahre 1950 für den uruguayischen Klub Cerro.

## Nationalmannschaft
Der Abwehrspieler war Mitglied der Nationalmannschaft seines Landes, mit der er bei der Fußball-Weltmeisterschaft 1950 den Titel gewann. Allerdings stand er bei diesem Turnier lediglich im Kader seines Landes, einen Einsatz konnte er nicht verbuchen. Insgesamt absolvierte er vom 7. April 1950 bis 16. April 1952 zehn Länderspiele. Ein Länderspieltor erzielte er nicht.